# Hypothese (Statistik)
In der Statistik bezeichnet man mit Hypothese eine Annahme, die mit Methoden der mathematischen Statistik auf Basis empirischer Daten geprüft wird. Man unterscheidet als Gegensatzpaar Nullhypothese und Alternativhypothese (auch Gegenhypothese oder Arbeitshypothese).
Häufig sagt die Nullhypothese aus, dass eine Handlung keinen Effekt hat, keinen Unterschied bewirkt oder, dass ein bestimmter Zusammenhang nicht besteht. Diese These soll verworfen werden, so dass die Alternativhypothese als Möglichkeit übrig bleibt. Durch dieses indirekte Vorgehen soll die Wahrscheinlichkeit für eine irrtümliche Verwerfung der Nullhypothese kontrolliert klein bleiben. Oft entsteht jedoch Verwirrung beim Anwender, weil dieses Vorgehen die Möglichkeit nahelegt, dass – sofern die Nullhypothese nicht verworfen und die Alternativhypothese damit nicht angenommen werden kann – die Nullhypothese als erwiesen gilt. Dies ist allerdings nicht der Fall. Ein allgemeiner Ansatz stellt das Testen sogenannter allgemeiner linearer Hypothesen im klassischen linearen Modell der Normalregression dar.

## Nullhypothese
In der Statistik ist die Nullhypothese {\displaystyle H_{0}} eine Annahme über die Wahrscheinlichkeitsverteilung einer oder mehrerer Zufallsvariablen. Die Alternativhypothese steht für eine Menge von alternativen Annahmen bezüglich der Nullhypothese. Die Aufgabe, zwischen Null- und Alternativhypothese zu entscheiden, wird als Testproblem bezeichnet. Spricht das Stichprobenergebnis gegen die Annahme, so wird die Hypothese abgelehnt; andernfalls wird sie beibehalten.
Weil eine Untersuchung häufig das Ziel hat, zu zeigen, dass es einen bestimmten Unterschied gibt, der in der alternativen Hypothese formuliert wird, beinhaltet die Nullhypothese {\displaystyle H_{0}} das Gegenteil, also die Gleichheit von Sachverhalten, etwa:
- dass zwischen Gruppen kein Unterschied besteht,
- dass ein bestimmtes Medikament keine Wirkung zeigt,
- dass zwischen Merkmalen kein Zusammenhang besteht.

### Beispiele

#### Statistik
Weil man den Verdacht hat, es gäbe einen prinzipiellen Unterschied zwischen Männern und Frauen in Bezug zu einem bestimmten Testergebnis, macht man vorerst die Annahme, es gäbe keinen Unterschied. Diese Annahme ist die Nullhypothese. Man versucht die Frage zu beantworten, ob sich das Testergebnis zwischen den Gruppen statistisch signifikant unterscheidet. Die Nullhypothese wäre in diesem Fall, dass die Durchschnittsergebnisse von Männern und Frauen gleich sind:
{\displaystyle H_{0}\colon \mu _{1}=\mu _{2},}
wobei:
{\displaystyle H_{0}} die Nullhypothese ist,
{\displaystyle \mu _{1}} der Erwartungswert des Testergebnisses der Männer, und
{\displaystyle \mu _{2}} der Erwartungswert des Testergebnisses der Frauen

#### Psychologie
Im Bereich der forensischen Psychologie ist die Nullhypothese durch das Urteil des Bundesgerichtshofes (zum Verfahren bei einer Glaubhaftigkeitsbegutachtung) definiert worden: „Das methodische Grundprinzip besteht darin, einen zu überprüfenden Sachverhalt (hier: Glaubhaftigkeit der spezifischen Aussage) so lange zu negieren, bis diese Negation mit den gesammelten Fakten nicht mehr vereinbar ist. Der Sachverständige nimmt daher bei der Begutachtung zunächst an, die Aussage sei unwahr (sog. Nullhypothese). Zur Prüfung dieser Annahme hat er weitere Hypothesen zu bilden. Ergibt seine Prüfstrategie, dass die Unwahrhypothese mit den erhobenen Fakten nicht mehr in Übereinstimmung stehen kann, so wird sie verworfen, und es gilt dann die Alternativhypothese, dass es sich um eine wahre Aussage handelt.“ (vergleiche auch In dubio pro reo) 

## Alternativhypothese
Als Alternativhypothese {\displaystyle H_{1}} oder {\displaystyle H_{A}} bezeichnet man in der empirischen Wissenschaft häufig eine durch Beobachtungen oder Überlegungen begründete Annahme oder Vermutung, die zur Erklärung bestimmter Phänomene dient und die einer möglicherweise verbreiteten Annahme oder Vermutung (nämlich der Nullhypothese) entgegensteht. Insofern kann die Alternativhypothese als innovativ betrachtet werden.
Demgegenüber steht die Nullhypothese. Null- und Alternativhypothese dürfen sich nicht überschneiden, d. h., sie müssen disjunkt sein. Ziel eines statistischen Tests ist die Ablehnung (Verwerfung) der Nullhypothese. Falls diese nicht verworfen werden kann (z. B. weil nicht genügend Beobachtungen vorhanden sind), besteht aus statistischer Sicht allerdings kein Grund, davon auszugehen, dass die Gültigkeit der Nullhypothese belegt werden konnte (vgl. Fehler 2. Art). Ein statistischer Test kann also lediglich zu einer Annahme der Alternativhypothese durch eine Verwerfung der Nullhypothese, nicht aber zu einer (im engeren Sinne) Annahme der Nullhypothese führen. Allerdings bedeutet das nicht, dass eine getestete Nullhypothese nicht auch korrekt sein kann. Ein wiederholtes Scheitern, eine Nullhypothese zu widerlegen, bedeutet dann, dass die in der Nullhypothese zu testende Annahme zusätzliche Stützung erhält.

## Arten von Hypothesen

### Gerichtet vs. ungerichtet
Wenn {\displaystyle \Theta } die Gesamtheit aller Möglichkeiten ist, dann kann man einen Test allgemein so formulieren, dass die Teilmenge {\displaystyle \Theta _{0}\subseteq \Theta } die Nullhypothese darstellt und {\displaystyle \Theta _{1}=\Theta \backslash \Theta _{0}} die Alternativhypothese. Für diesen allgemeinen Fall gibt es allerdings keine Standardtests. Stattdessen schaut man sich die Spezialfälle an, wo entweder nur die Menge, die die Nullhypothese erfüllt, ein Intervall ist (ungerichteter Test) oder wo beide Hypothesen durch ein Intervall dargestellt werden können (gerichteter Test).
- Ungerichtete Alternativhypothesen unterstellen lediglich einen Unterschied zwischen den verglichenen Kennwerten. Dabei ist egal, ob dieser Unterschied nun nach oben oder nach unten gerichtet ist. Zum Beispiel: Ein Training werde mit {\displaystyle n=100} Kindern durchgeführt. Wenn die Hypothese ungerichtet ist, dann könnte die Alternativhypothese lauten, dass es einen Unterschied in der sportlichen Leistungsfähigkeit zwischen der Population der Kinder ohne und der mit Training gibt. Dabei ist es egal, ob die Kinder mit Training über eine höhere oder niedrigere sportliche Leistungsfähigkeit als Kinder ohne Training verfügen. Entsprechend lautet die Nullhypothese, dass keine Unterschiede zwischen beiden Populationen bestehen.

- Gerichtete Hypothesen unterstellen einen Unterschied zwischen den untersuchten Kennwerten in eine bestimmte Richtung. Im obigen Beispiel lautete die Alternativhypothese dann entweder, dass die Kinder mit Training über eine höhere oder niedrigere sportliche Leistungsfähigkeit als Kinder ohne Training verfügen. Die Nullhypothese lautet dann entsprechend, dass beide Populationen entweder gleich sind oder einen Unterschied in die entgegengesetzte Richtung aufweisen.

### Spezifisch vs. unspezifisch
- Spezifische Hypothesen machen Aussagen über die Größe des erwarteten Unterschieds oder Zusammenhangs zwischen den untersuchten Kennwerten (postulieren z. B. einen bestimmten Mindestwert). Bezogen auf obiges Beispiel könnte man z. B. unterstellen, dass die Trainingspopulation um mindestens drei IQ-Punkte besser ist als die Ausgangspopulation.
- Unspezifische Hypothesen machen hingegen keine Aussagen über die Größe des erwarteten Unterschieds bzw. Zusammenhangs.

### Einfach vs. zusammengesetzt
- Eine Hypothese heißt einfach, wenn ihr eine einzelne Verteilung zu Grunde liegt. Macht die Hypothese lediglich die Aussage, dass die Verteilung einer Familie von Verteilungen angehört, spricht man von zusammengesetzten Hypothesen. Eine Nullhypothese der Form {\displaystyle H_{0}\colon \mu =0} bei normalverteilten Größen mit bekannter Varianz ist ein Beispiel für eine einfache Hypothese, die dazugehörige Alternativhypothese {\displaystyle H_{A}\colon \mu \neq 0} ist zusammengesetzt.

## Wahl der Null- und Alternativhypothese
Formal zerlegen die Null- und Alternativhypothese einen Parameterraum {\displaystyle \Theta } in zwei disjunkte nicht leere Teilmengen {\displaystyle \Theta _{0}} und {\displaystyle \Theta _{1}}. Die Nullhypothese beinhaltet die Aussage, dass der unbekannte Parameter {\displaystyle \theta } aus {\displaystyle \Theta _{0}} stammt, und die Alternativhypothese, dass der unbekannte Parameter {\displaystyle \theta } aus {\displaystyle \Theta _{1}} stammt.
{\displaystyle H_{0}\colon \theta \in \Theta _{0}} vs. {\displaystyle H_{1}\colon \theta \in \Theta _{1}}
Für zwei Tests, den Einstichproben-t-Test (Parametertest) und den Lilliefors-Test (Verteilungstest), zeigt die folgende Tabelle die möglichen Null- und Alternativhypothesen usw. auf.
| Test                  | Nullhypothese                            | Alternativ- hypothese                      | Parameterraum                | {\displaystyle \Theta _{0}}                                | {\displaystyle \Theta _{1}}                                |
| --------------------- | ---------------------------------------- | ------------------------------------------ | ---------------------------- | ---------------------------------------------------------- | ---------------------------------------------------------- |
| Einstichproben t-Test | {\displaystyle \mu =\mu _{0}} (*)        | {\displaystyle \mu \neq \mu _{0}}          | {\displaystyle \mathbb {R} } | {\displaystyle \mu _{0}}                                   | {\displaystyle \mu } mit {\displaystyle \mu \neq \mu _{0}} |
| Einstichproben t-Test | {\displaystyle \mu \leq \mu _{0}}        | {\displaystyle \mu >\mu _{0}}              | {\displaystyle \mathbb {R} } | {\displaystyle \mu } mit {\displaystyle \mu \leq \mu _{0}} | {\displaystyle \mu } mit {\displaystyle \mu >\mu _{0}}     |
| Einstichproben t-Test | {\displaystyle \mu \geq \mu _{0}}        | {\displaystyle \mu <\mu _{0}}              | {\displaystyle \mathbb {R} } | {\displaystyle \mu } mit {\displaystyle \mu \geq \mu _{0}} | {\displaystyle \mu } mit {\displaystyle \mu <\mu _{0}}     |
| Lilliefors-Test       | {\displaystyle X} ist normalverteilt (*) | {\displaystyle X} ist nicht normalverteilt | Alle Verteilungen            | Normalverteilung                                           | alle Verteilungen außer der Normalverteilung               |

Bei den beiden mit (*) markierten Nullhypothesen handelt es sich um einfache Nullhypothesen. In diesem Fall kann die Rolle der Nullhypothese und der Alternativhypothese nicht vertauscht werden, selbst wenn es aus der Anwendungssicht wünschenswert wäre.
Nur im Fall der beiden anderen zusammengesetzten Nullhypothesen kann die Rolle der Null- und Alternativhypothese vertauscht werden, d. h. man muss eines der Hypothesenpaare auswählen. Jedoch gilt hier immer, dass das Gleichheitszeichen in der Nullhypothese stehen muss.
Bei der Testentscheidung kann bei Nichtablehnung der Nullhypothese der Fehler 2. Art unterlaufen (Nichtablehnung der Nullhypothese, obwohl die Alternativhypothese gilt). Die Wahrscheinlichkeit dafür ist jedoch unbekannt. Bei Ablehnung der Nullhypothese kann zwar der Fehler 1. Art (Ablehnung der Nullhypothese, obwohl die Nullhypothese gilt) unterlaufen, jedoch ist die Wahrscheinlichkeit dafür kleiner gleich dem vorgegebenen Signifikanzniveau (in der Regel 5 %). Daher ist man daran interessiert, die Nullhypothese abzulehnen.
Dies führt zu dem folgenden Entscheidungsschema in 4 Schritten:
1. Geht aus der Aufgabenstellung hervor, ob etwas gezeigt oder widerlegt werden soll?
Ja: Man formuliert als Alternativhypothese das, was gezeigt, bzw. als Nullhypothese das, was widerlegt werden soll.
Nein: Sind die Konsequenzen von Fehlentscheidungen bekannt?
Ja: Man macht den Fehler mit dem größten Risiko zum Fehler 1. Art, da dieser Fehler festgelegt wird.
2. Nein: Geht aus der Aufgabenstellung hervor, zu welcher Interessensgruppe der Prüfer gehört?
Ja: Man formuliert die Alternativhypothese so, dass es im Interesse des Prüfers liegt, die Alternativhypothese nachzuweisen.
3. Nein: Dann ist eine eindeutige Hypothesenformulierung nicht möglich.

Beispiel zu 1.: Eine Gruppe von Umweltschützern und eine Waschmittelfirma streiten sich, ob der mittlere Phosphatgehalt {\displaystyle \mu } in einem Waschmittel zu hoch ist (z. B. 18 g pro Packung).
- Die Umweltschützer wollen beweisen, dass der Phosphatgehalt zu hoch ist. Daher werden ihre Hypothesen lauten: {\displaystyle H_{0}\colon \mu \leq 18\;\mathrm {g} } vs. {\displaystyle H_{1}\colon \mu >18\;\mathrm {g} }.
- Die Firma will beweisen, dass der Phosphatgehalt in Ordnung ist. Daher werden ihre Hypothesen lauten: {\displaystyle H_{0}\colon \mu \geq 18\;\mathrm {g} } vs. {\displaystyle H_{1}\colon \mu <18\;\mathrm {g} }.

Je nach Interessenlage kommt man also zu unterschiedlichen Hypothesenpaaren.
Beispiel zu 2.: Ein Bankkunde will einen Kredit von 1.000 Euro von seiner Bank. Lehnt der Bankier den Kreditwunsch ab und ist der Kunde solvent, so verliert er die gezahlten Zinsen in Höhe von 80 Euro. Gibt der Bankier dem Kunden den Kredit und der Kunde ist insolvent, so verliert der Bankier die gesamten 1.000 Euro.
- Werden die Hypothesen mit einem Signifikanzniveau von 5 % so formuliert, dass der Fehler 1. Art gerade Bankier lehnt den Kreditwunsch ab und der Kunde ist solvent entspricht, so ist bekannt, dass der erwartete Verlust beim Fehler 1. Art gleich 80 Euro × 5 % = 4 Euro ist. Beim Fehler 2. Art ist die Wahrscheinlichkeit unbekannt, d. h., im ungünstigsten Fall ist er Eins und der maximale Verlust ist gleich 1.000 Euro. Zusammen ergibt sich bei einer Fehlentscheidung im Test ein erwarteter Verlust von 1.004 Euro.
- Werden die Hypothesen mit einem Signifikanzniveau von 5 % so formuliert, dass der Fehler 1. Art gerade Bankier akzeptiert den Kreditwunsch und der Kunde ist insolvent entspricht, so ist bekannt, dass der erwartete Verlust beim Fehler 1. Art gleich 1.000 Euro × 5 % = 50 Euro ist. Beim Fehler 2. Art ist die Wahrscheinlichkeit unbekannt, d. h. im ungünstigsten Fall ist er Eins und der maximale Verlust ist gleich 80 Euro. Zusammen ergibt sich bei einer Fehlentscheidung im Test ein erwarteter Verlust von 130 Euro.

Die Hypothesen sollten also so gewählt werden, dass der Fehler 1. Art Bankier akzeptiert den Kreditwunsch und der Kunde ist insolvent entspricht, da dann der erwartete Verlust am geringsten ist.